# 深水螺總科
深水螺總科是软体动物门腹足纲一個生活於深海的海底熱泉的總科，原屬中腹足目，今屬新進腹足類支序。
由於本總科物種的生長環境特殊，不少物種還能夠保留其原螺的特徵。

## 分類
根據Kaim et al.(2008)的分類，原深水螺科及其成員，加上新發現的成員北海道螺科組成了新的深水螺總科：
- 深水螺科 Abyssochrysidae Tomlin, 1927[2]：又名深海黃金螺科[3]
  - Abyssochrysos melanoides Tomlin：來自半深海带。
  - Abyssochrysos melvilli (Schepman)：來自半深海带。
- 普凡螺科 Provannidae Warén & Ponder, 1991
- †北海道螺科 Hokkaidoconchidae (已滅絕)
- 科地位未定
  - Rubyspira Johnson, Warén, Lee, Kano, Kaim, Davis, Strong & Vrijenhoek, 2010

深水螺科與普凡螺科這兩個科在布歇特和洛克羅伊的腹足類分類 (2005年)的新生腹足類支序被放置於"Zygopleuroid group"之下。更早期時，深水螺總科被劃歸Loxonematoidea:4。
之後，深水螺科及其姊妹群組Provannidae科在Kain et al. (2008)的文獻被移入深水螺總科 （Abyssochrysoidea Tomlin, 1927）。